# کن‌ایچی اوگاتا (صداپیشه)
کن‌ایچی اوگاتا (انگلیسی: Kenichi Ogata; ۲۹ مارس ۱۹۴۲ – ) صداپیشه، و بازیگر اهل ژاپن بود. وی از سال ۱۹۷۰ میلادی تاکنون مشغول فعالیت بوده‌است.